# Mansarda (film)
Mansarda − polski film biograficzny z 1963 roku w reżyserii Konrada Nałęckiego.

## Obsada aktorska
- Leszek Herdegen − Aleksander Gierymski
- Aleksandra Śląska − Maria
- Tadeusz Łomnicki − Hilary
- Joanna Szczerbic − Joasia
- Aleksander Dzwonkowski − Rembecki
- Jan Kreczmar − książę
- Ignacy Gogolewski − Gruszecki
- Andrzej Szczepkowski − Stanisław Witkiewicz
- Stanisław Zaczyk − Antoni Sygietyński
- Tadeusz Białoszczyński − hrabia
- Aleksander Bardini − Struve
- Teresa Iżewska − Izabella
- Stanisław Milski − hrabia Świętokrzyski
- Mieczysław Pawlikowski − Franciszek Kostrzewski
- Maria Kaniewska − nędzarka

## Fabuła
Warszawa, druga połowa XIX wieku. Po wieloletnim pobycie w Monachium i Rzymie do Polski wraca Aleksander Gierymski, brat malarza Maksymiliana. Pierwszy wernisaż, który przedstawia obrazy impresjonistyczne, zostaje przyjęty z aprobatą. Na wystawie spotyka Marię, którą poznał we Włoszech i Hilarego, wykolejonego malarza z przytułku, który załamał się w walce z presją mieszczaństwa i arystokracji. Dla Gierymskiego zaczyna się czas niepowodzeń. Jego bezkompromisowa postawa w sztuce (obrazy przedmieść) i w życiu (skandal wywołany pojedynkiem) przyczyniają się do odosobnienia artysty.